# Реактор на легкій воді

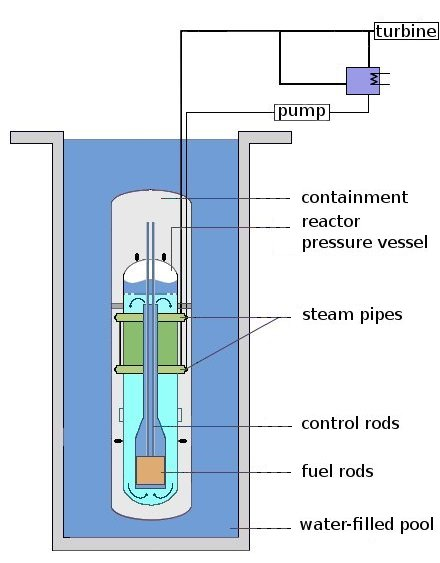
Простий реактор на легкій воді

Реактор на легкій воді - це тип реактора на теплових нейтронах, який використовує звичайну воду, на відміну від важкої води, як теплоносій і сповільнювач нейтронів; крім того, тверда форма подільних елементів використовується як паливо. Реактори на теплових нейтронах є найпоширенішим типом ядерних реакторів, а реактори на легкій воді — найпоширенішим типом реакторів на теплових нейтронах.
Існує три різновиди легководних реакторів: водно-водяний енергетичний реактор (англ. pressurized water reactor, PWR), киплячий реактор (англ. boiling water reactor, BWR) і (більшість конструкцій) реактор з надкритичною водою (англ. supercritical water reactor, SCWR).

## Історія

### Ранні концепції та експерименти
Після відкриттів поділу ядра, сповільнення нейтронів і теоретичної можливості ланцюгової ядерної реакції, ранні експериментальні результати швидко показали, що природний уран може підтримувати тривалу ланцюгову реакцію лише з використанням графіту або важкої води як сповільнювача. У той час як перші в світі реактори (CP-1, X10 тощо) успішно досягали критичності, збагачення урану почало розвиватися від теоретичної концепції до практичних застосувань, щоб досягти мети Манхеттенського проекту, побудувати ядерну зброю.
У травні 1944 року перші грами коли-небудь виробленого збагаченого урану досягли критичності в реакторі малої потужності (LOPO) в Лос-Аламос, який використовувався для оцінки критичної маси U235 для виробництва атомної бомби. LOPO не можна вважати першим реактором на легкій воді, оскільки його паливом не була тверда сполука урану, покрита корозійно-стійким матеріалом, а складалася з солі сульфату уранілу, розчиненої у воді. Однак це перший водяний гомогенний реактор і перший реактор, що використовує збагачений уран як паливо і звичайну воду як сповільнювач.
До кінця війни, згідно з ідеєю Елвіна Вайнберга, тепловидільні елементи з природного урану були розміщені в решітці у звичайній воді у верхній частині реактора X10 для оцінки коефіцієнта розмноження нейтронів. Метою цього експерименту було визначити доцільність ядерного реактора з використанням легкої води як сповільнювача та теплоносія та плакованого твердого урану як палива. Результати показали, що зі злегка збагаченим ураном критичність може бути досягнута. Цей експеримент став першим практичним кроком до легководного реактора.
Після Другої світової війни і з наявністю збагаченого урану стали можливими нові концепції реактора. У 1946 році Юджин Вігнер та Елвін Вайнберг запропонували та розробили концепцію реактора, що використовує збагачений уран як паливо, а легку воду як сповільнювач і теплоносій. Ця концепція була запропонована для реактора, метою якого було перевірити поведінку матеріалів під дією потоку нейтронів. Цей реактор, Реактор для випробування матеріалів (MTR), був побудований в Національній лабораторії Айдахо і досяг критичності 31 березня 1952 року. Для проектування цього реактора були необхідні експерименти, тому в Національній лабораторії Оук-Ридж був побудований макет MTR, щоб оцінити гідравлічні характеристики першого контуру, а потім перевірити його нейтронні характеристики. Цей макет MTR, пізніше названий випробувальним реактором низької інтенсивності (LITR), досяг критичного значення 4 лютого 1950 року і був першим у світі легководним реактором.

### Водно-водяні реактори
Одразу після закінчення Другої світової війни ВМС США розпочали програму під керівництвом капітана (пізніше адмірала) Гаймана Ріковера з метою впровадження ядерного двигуна для кораблі. На початку 1950-х років у ній розробилено перші водно-водяні реактори і приведено успішне розгортання першого атомного підводного човна USS Nautilus (SSN-571).
Радянський Союз самостійно розробив версію водно-водяного реактора наприкінці 1950-х років під назвою ВВЕР. Хоча функціонально дуже схожий на американські, він також має певні конструктивні відмінності від західних водно-водяних реакторів.

### Киплячий реактор
Дослідник Семюел Унтерайер II очолив зусилля з розробки BWR у США в Національній випробувальній станці\ реакторів (зараз Національна лабораторія Айдахо) у серії тестів під назвою експерименти BORAX .

### Реактор PIUS
PIUS, що означає «максимальна безпека процесу», була шведською конструкцією, розробленою ASEA-ATOM. Це концепція системи легководних реакторів/ Разом з реактором SECURE, він покладався на пасивні заходи, які не вимагали дій оператора або зовнішнього джерела енергії, щоб забезпечити безпечну роботу. Жодних блоків ніколи не було побудовано.

### OPEN100
У 2020 році Energy Impact Center оголосив про публікацію відкритого інженерного проекту водно-водяного реактора, здатного виробляти 300 МВт/100 МВт енергії під назвою OPEN100.

## Огляд

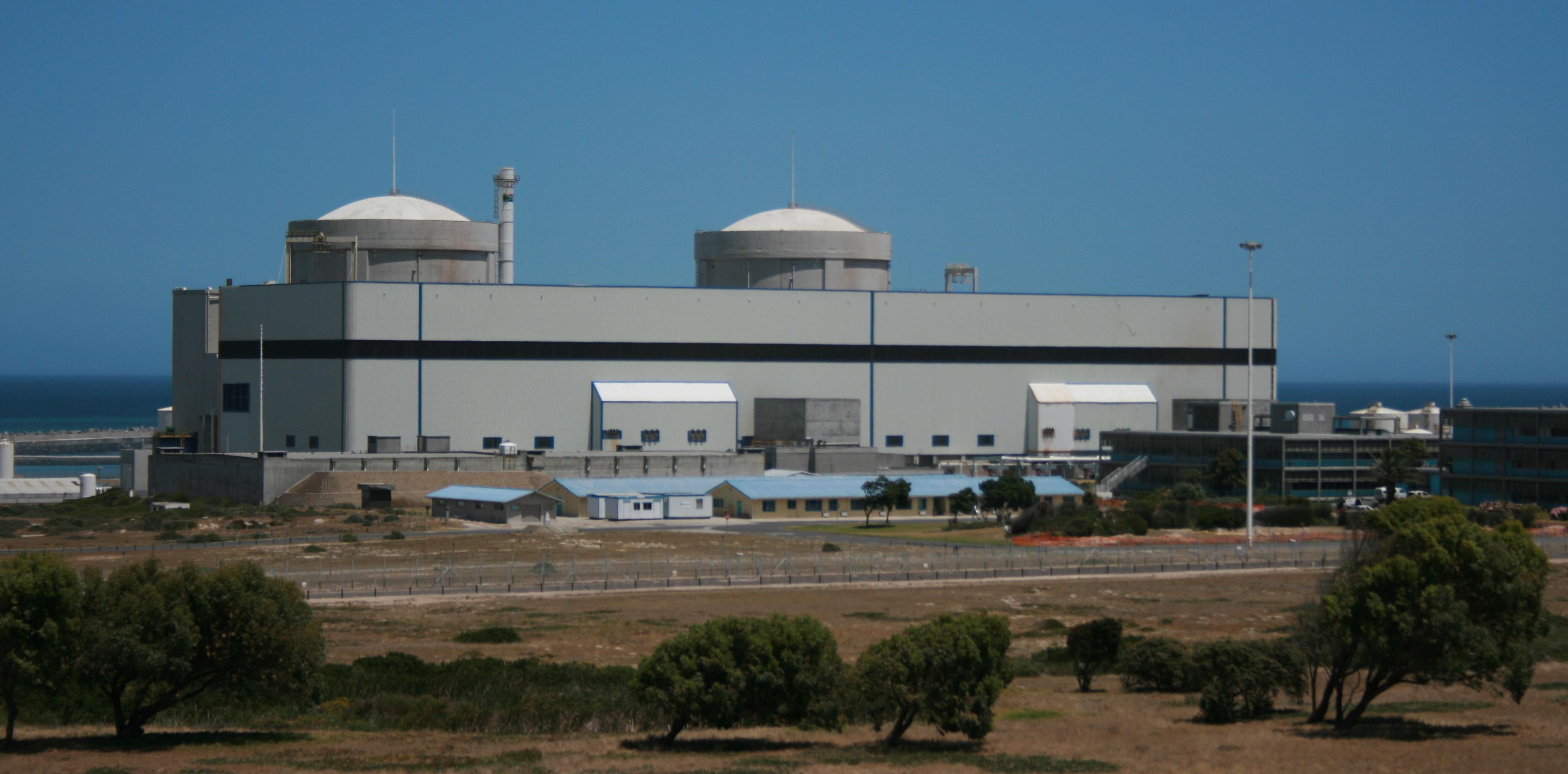
Атомна електростанція Коберг, що складається з двох водно-водяних реакторів, які працюють на урані

Сімейство ядерних реакторів, відомих як легководні реактори (LWR), теплоносієм та сповільнювачем є звичайна вода, як правило, є простішими та дешевшими у будівництві, ніж інші типи ядерних реакторів; через ці фактори вони становлять переважну більшість цивільних ядерних реакторів і морських силових реакторів, які експлуатуються в усьому світі станом на 2009 рік. LWR можна поділити на три категорії – водно-водяний енергетичний реактор (PWR), киплячі реактори (BWR), і реактори з надкритичною водою (SCWR). SCWR залишається гіпотетичним станом на 2009 рік; це конструкція IV покоління, яка все ще є легководним реактором, але він лише частково сповільнюється легкою водою і має певні характеристики реактора на швидких нейтронах.
Лідерами національного досвіду з PWR, що пропонують реактори на експорт, є Сполучені Штати (які пропонують пасивно безпечну конструкцію AP1000 від Westinghouse, а також кілька менших, модульних, пасивних безпечних PWR, такі як B&W mPower від Babcock & Wilcox, MASLWR від NuScale Power), Російська Федерація (пропонує на експорт як ВВЕР-1000, так і ВВЕР-1200), Республіка Франція (пропонує EPR від AREVA на експорт) та Японія (пропонує Advanced Pressurized Water Reactor від Mitsubishi на експорт); крім того, як Китайська Народна Республіка, так і Республіка Корея, як зазначається, також швидко виходять у перші ряди країн, які створюють PWR, при цьому китайці беруть участь у масштабній програмі розширення ядерної енергетики, а корейці зараз розробляють і будують своє друге покоління місцевих проектів. Лідерами національного досвіду роботи з BWR, що пропонують реактори на експорт, є Сполучені Штати та Японія разом із альянсом General Electric (США) і Hitachi (Японія), пропонуючи будівництво та експорт і Advanced Boiling Water Reactor (ABWR), і Economic Simplified Boiling Water Reactor (ESBWR); крім того, Toshiba пропонує варіант Advanced Boiling Water Reactor (ABWR) для будівництва в Японії. Західна Німеччина також колись була великим гравцем з BWR. Іншими типами ядерних реакторів, які використовуються для виробництва електроенергії, є реактор на важкій воді, побудований Канадою (CANDU) та Республікою Індія (AHWR), Advanced Gas-cooled Reactor (AGCR), побудований Сполученим Королівством, Реактор з рідкометалевим теплоносієм (LMFBR), побудований Російською Федерацією, Республікою Франція та Японією, і реактор з водяним охолодженням і графітовим сповільнювачем (РБМК), що зустрічається виключно на території Російської Федерації та колишніх радянських держав.
Хоча можливості генерування електроенергії є порівнянними між усіма цими типами реакторів, завдяки вищезгаданим особливостям та великому досвіду експлуатації LWR, йому віддають перевагу на переважній більшості нових атомних електростанцій. Крім того, легководні реактори становлять переважну більшість реакторів, які живлять атомоходи. Чотири з п'яти великих держав з ядерною морською силовою установкою використовують виключно легководні реактори: Військово-морські сили Великої Британії, Військово-морські сили Китайської Народної Республіки, Військово-морські сили Франції та Військово-морські сили США. Лише Військово-морський флот Російської Федерації застосовував деяку кількість реакторів з рідкометалевим теплоносієм у промислових суднах, зокрема підводні човни проєкту 705, 705К «Ліра», який використовував свинцево-вісмутову евтектику як сповільнювач і теплоносій, але переважна більшість російських атомних човнів і кораблів використовують виключно легководні реактори. Причиною майже виключного використання LWR на борту ядерних кораблів є рівень безпеки, вбудований в ці типи реакторів. Оскільки в цих реакторах легка вода використовується і як теплоносій, і як сповільнювач нейтронів, якщо один із цих реакторів зазнає пошкодження внаслідок військових дій, яке призведе до порушення цілісності активної зони реактора, витік  легководного сповільнювача буде зупиняти ядерну реакцію та глушити реактор. Ця здатність відома як паровий коефіцієнт реактивності.
Наразі пропоновані LWR включають наступне
- ABWR
- AP1000
- APR-1400
- CPR-1000
- EPR
- ВВЕР

## Конструкція реактора
Легководний реактор виробляє тепло шляхом керованого поділу ядра. Активна зона реактора — це частина ядерного реактора, де відбуваються ядерні реакції. В основному вона складається з ядерного палива і елементів керування. Тонкі як олівець  тепловидільні елементи, кожен довжиною близько 12 футів (3,7 м), згруповані сотнями в зв’язки, які називаються тепловидільними збірками. Всередині кожного тепловидільного елемента встик до кінця укладаються гранули урану, або частіше оксиду урану. Елементи керування, які називаються стрижнями керування, заповнені гранулами речовин, таких як гафній або кадмій, які легко захоплюють нейтрони. Коли керуючі стрижні опускаються в активну зону, вони поглинають нейтрони, які, таким чином, не можуть брати участь у ланцюговій реакції. Навпаки, коли стрижні керування піднімають, більше нейтронів вражає ядра урану-235 або плутонію-239 в сусідніх тепловидільних елементах, і ланцюгова реакція посилюється. Все це укладено в заповнений водою сталеву посудину під тиском, який називається реакторний корпус.
У киплячому реакторі тепло, що утворюється в результаті поділу, перетворює воду на пару, яка безпосередньо приводить в рух турбіни, що виробляють електроенергію. Але в водно-водяному реакторі тепло, що утворюється в результаті поділу, передається у вторинний контур через теплообмінник. У вторинному контурі виробляється пара, а вторинний контур приводить в рух енергетичні турбіни. У будь-якому випадку, пройшовши через турбіни, пара перетворюється назад у воду в конденсаторі.

Анімована діаграма киплячого реактора
Анімована діаграма водно-водяного реактора

Вода, необхідна для охолодження конденсатора, береться з найближчої річки або океану. Потім її перекачують назад у річку чи океан у прогрітому стані. Тепло також може бути розсіяне через градирню в атмосферу. Сполучені Штати використовують реактори LWR для виробництва електроенергії в порівнянні з реакторами на важкій воді, які використовуються в Канаді.

### Керування

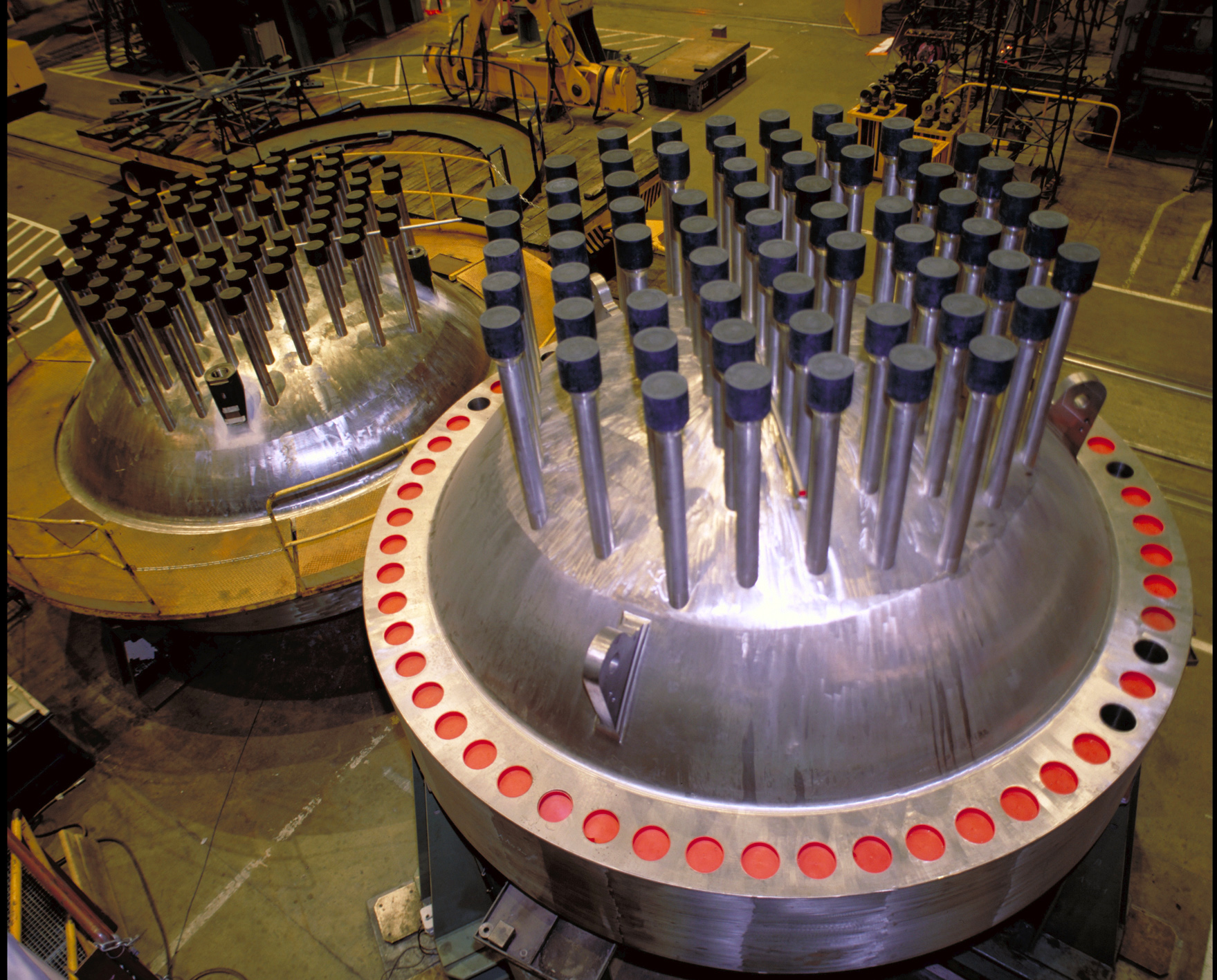
Головка водно-водяного реактора, зверху видно стрижні керування

Стрижні керування зазвичай об'єднуються в вузли стрижнів керування — зазвичай 20 стрижнів для промислового водно-водяного реактора — і вставляються в направляючі трубки всередині тепловиділяючого елемента. Стрижень керування видаляється або вставляється в активну зону ядерного реактора, щоб контролювати кількість нейтронів, які розщеплюють наступні атоми урану. Це, в свою чергу, впливає на теплову потужність реактора, кількість пари, що утворюється, а отже, і на вироблену електроенергію. Стрижні керування частково видаляються з активної зони, щоб відбулася ланцюгова реакція. Кількість вставлених стрижнів керування і відстань, на яку вони вставлені, можна змінювати, щоб контролювати реакційну здатність реактора.
Зазвичай існують також інші засоби контролю реактивності. У конструкції PWR розчинний поглинач нейтронів, як правило, борна кислота, додається до теплоносія реактора, що дозволяє повністю витягувати стрижні керування під час роботи на стаціонарній потужності, забезпечуючи рівномірний розподіл потужності та потоку по всій активній зоні. Оператори конструкції BWR використовують потік теплоносія через активну зону для контролю реактивності, змінюючи швидкість рециркуляційних насосів реактора. Збільшення потоку теплоносія через активну зону покращує видалення бульбашок пари, тим самим збільшуючи щільність теплоносія/сповільнювача за рахунок збільшення потужності.

### Теплоносій
У легководному реакторі також використовується звичайна вода для охолодження реактора. Джерело охолодження, легка вода, циркулює повз активну зону реактора для поглинання тепла, яке вона генерує. Тепло відводиться від реактора, а потім використовується для утворення пари. Більшість реакторних систем використовують систему охолодження, яка фізично відокремлена від води, яка буде кип’ятитися для виробництва пари під тиском для турбін, як у водно-водяному реакторі. Але в деяких реакторах вода для парових турбін кип’ятиться безпосередньо в активній зоні реактора, наприклад, у киплячому реакторі.
Багато інших реакторів також мають охолодження легкою водою, зокрема РБМК та деякі військові реактори для виробництва плутонію. Вони не вважаються LWR, оскільки в них сповільнювачем є графітом, і в результаті їх ядерні характеристики дуже відрізняються. Хоча швидкість потоку теплоносія в комерційних PWR є постійною, вона не є постійною в ядерних реакторах, які використовуються на кораблях ВМС США.

### Паливо

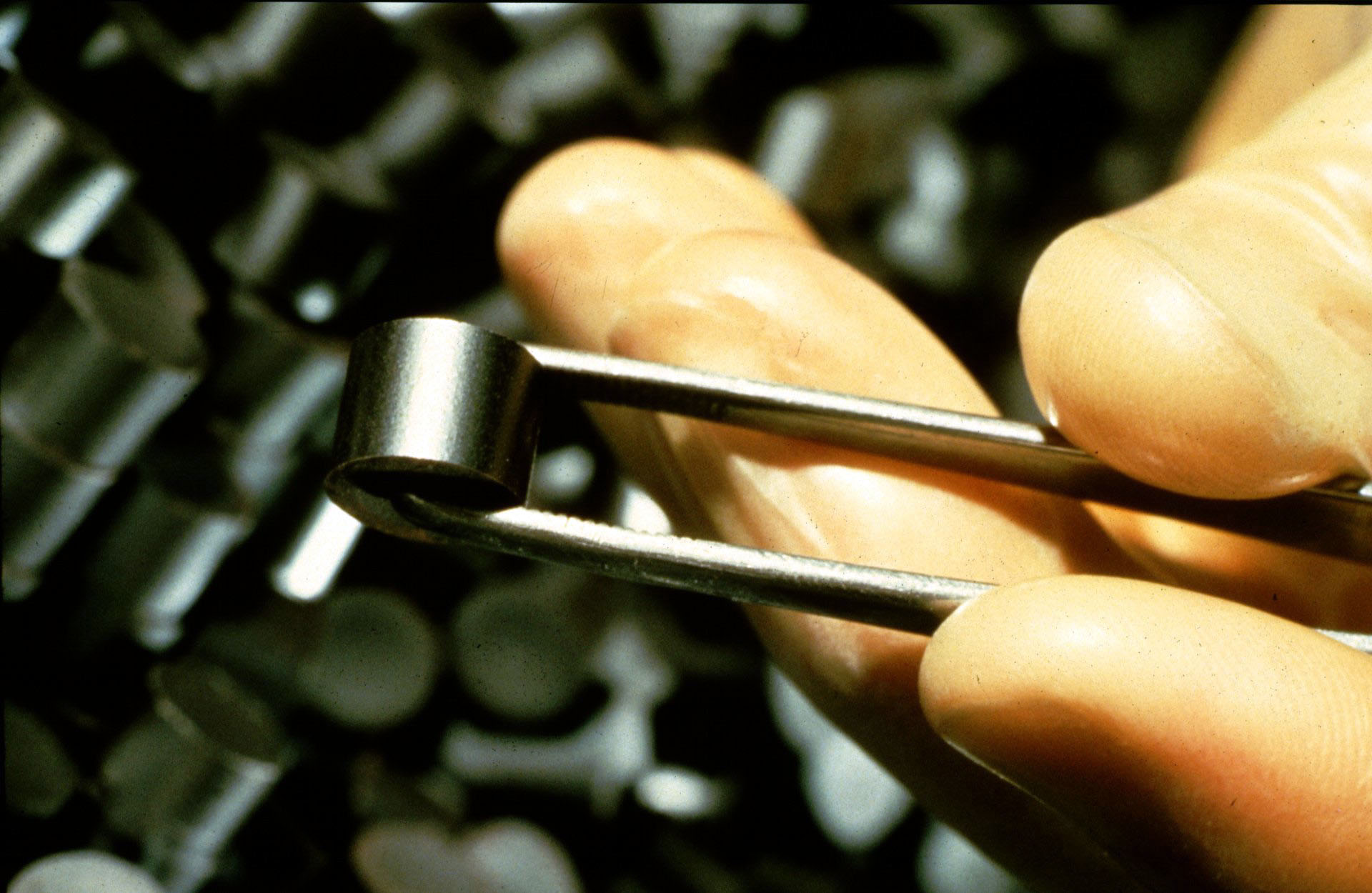
Пелета ядерного палива

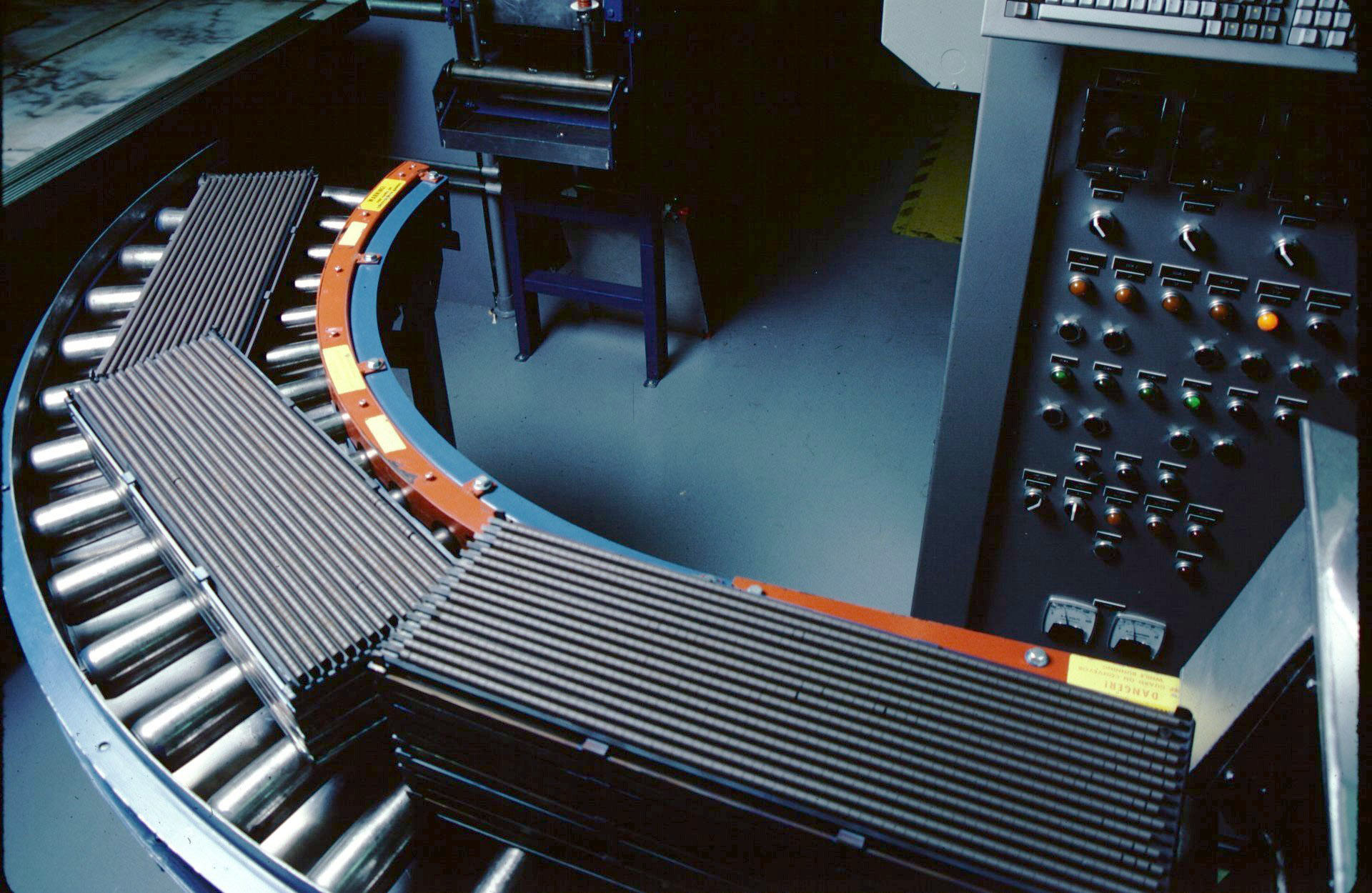
Ядерні паливні гранули

Використання звичайної води змушує виконувати деяке збагачення уранового палива, перш ніж можна буде підтримувати необхідну критичність реактора. У легководному реакторі в якості палива використовується уран-235, збагачений приблизно до 3 відсотків. Хоча це його основне паливо, атоми урану-238 також сприяють процесу поділу, перетворюючись на плутоній-239; приблизно половина з них витрачається в реакторі. Легководні реактори зазвичай заправляються кожні 12-18 місяців, при цьому замінюється близько 25 відсотків палива.
Збагачений UF6 перетворюється на порошок діоксиду урану, який потім переробляється у форму гранул. Потім гранули випалюють у високотемпературній печі для спікання для створення твердих керамічних гранул збагаченого урану. Циліндричні гранули потім проходять процес подрібнення для досягнення однорідного розміру гранул. Оксид урану сушать перед тим, як вставити в трубки, щоб спробувати усунути вологу в керамічному паливі, що може призвести до корозії та водневої крихкості. Гранули укладаються, відповідно до специфікацій конструкції кожної активної зони, у труби з корозійно-стійкого металевого сплаву. Трубки герметично закриті для розміщення паливних гранул: ці трубки називаються тепловидільними елементами (ТВЕЛами).
Готові ТВЕЛи групуються в спеціальні тепловидільні збірки, які потім використовуються для створення активної зони енергетичного реактора. Метал, який використовується для труб, залежить від конструкції реактора – раніше використовувалася нержавіюча сталь, але зараз більшість реакторів використовують сплав цирконію. Для найбільш поширених типів реакторів труби збираються в пучки з трубками, розташованими на точній відстані одна від одної. Ці пачки потім отримують унікальний ідентифікаційний номер, який дає змогу відстежувати їх від виробництва до використання та утилізації.
Паливо водно-водяного реактора складається з циліндричних стрижнів, складених у пачки. Кераміка з оксиду урану формується в гранули і вставляється в трубки з цирконієвого сплаву, які з’єднані разом. Трубки з цирконієвого сплаву мають діаметр приблизно 1 см, а зазор оболонки палива заповнений гелієм для покращення теплопровідності від палива до оболонки. На тепловидільну збірку припадає приблизно 179-264 одиниць, а в активну зону реактора завантажується приблизно 121-193 тепловидільних збірки. Як правило, тепловидільні збірки складаються з ТВЕЛів, з’єднаних у пучки від 14x14 до 17x17. Збірка PWR має довжину близько 4 метрів. Трубки з цирконієвого сплаву заповнюються під тиском гелієм, щоб спробувати мінімізувати взаємодію оболонки гранул, яка може призвести до виходу тепловиділяючого елемента з ладу протягом тривалого періоду.
У киплячих реакторах паливо схоже на паливо PWR, за винятком того, що пачки «консервуються»; тобто навколо кожного пучка є тонка трубка. Це в першу чергу зроблено для запобігання впливу локальних коливань щільності на нейтроніку і термогідравліку активної зони. У сучасних тепловидільних збірках BWR є 91, 92 або 96 ТВЕЛів на збірку залежно від виробника. Активну зону реактора формує діапазон від 368 збірок для найменшого до 800 збірок для найбільшого BWR в США. Кожен ТВЕЛ BWR знову заповнюється гелієм до тиску близько трьох атмосфер (300 кПа).

### Сповільнювач
Сповільнювач нейтронів — це середовище, яке зменшує швидкість швидких нейтронів, перетворюючи їх у теплові нейтрони, здатні підтримувати ядерну ланцюгову реакцію за участю урану-235. Хороший сповільнювач нейтронів - це матеріал, сповнений атомами з легкими ядрами, які нелегко поглинають нейтрони. Нейтрони вдаряються об ядра і відскакують. Після достатніх ударів швидкість нейтрона буде порівнянна з тепловими швидкостями ядер; цей нейтрон тоді називають тепловим нейтроном.
Легководний реактор використовує звичайну воду, яку також називають легкою водою, як сповільнювач нейтронів. Легка вода поглинає занадто багато нейтронів, щоб використовувати її з незбагаченим природним ураном, і тому збагачення урану або переробка палива стають необхідними для роботи таких реакторів, що збільшує загальні витрати. Це відрізняє його від реактора на важкій воді, який використовує важку воду як сповільнювач нейтронів. Хоча звичайна вода містить у собі деякі молекули важкої води, цього недостатньо, щоб бути важливим у більшості застосувань. У водно-водяних реакторах вода теплоносія використовується як сповільнювач, дозволяючи нейтронам зазнати багаторазових зіткнень з легкими атомами водню у воді, втрачаючи швидкість у цьому процесі.
Використання води в якості сповільнювача є важливою характеристикою безпеки PWR, оскільки будь-яке підвищення температури призводить до розширення води і її меншої щільності; тим самим зменшуючи ступінь сповільнення нейтронів і, отже, зменшуючи реакційну здатність в реакторі. Таким чином, якщо реакційна здатність збільшується за межі норми, зменшене сповільнення нейтронів призведе до сповільнення ланцюгової реакції, через що виробляється менше тепла. Ця властивість, відома як негативний паровий коефіцієнт реактивності, робить PWR дуже стабільними. У разі аварії з втратою теплоносія сповільнювач також втрачається, і активна реакція поділу припиниться. Тепло все ще виробляється після припинення ланцюгової реакції від радіоактивних побічних продуктів поділу, приблизно на 5% від номінальної потужності. Це «тепло розпаду» триватиме від 1 до 3 років після зупинки, після чого реактор нарешті досягне «повної холодного зупинки». Тепло розпаду, хоча і небезпечне і досить сильне, щоб розплавити активну зону, не настільки інтенсивне, як активна реакція поділу. Під час періоду після зупинки реактор потребує перекачування охолоджуючої води, інакше реактор перегріється. Якщо температура перевищує 2200 °C, охолоджуюча вода розпадається на водень і кисень, які можуть утворити (хімічно) вибухонебезпечну суміш. Тепло розпаду є основним фактором ризику в історії безпеки LWR.